# (24661) 1988 GQ
1988 جي كيو (ويعرف أيضًا باسم (24661) 1988 جي كيو وفق تسمية الكوكب الصغير) (بالإنجليزية: 1988 GQ)‏ هو كويكب ضمن حزام الكويكبات؛ وترتيبه 24661 من حيث الاكتشاف.
اكتُشف هذا الجُرم الفلكي بواسطة Antonín Mrkos ‏ في 12 أبريل 1988.

## وصلات خارجية
- (24661) 1988 GQ في قاعدة بيانات مختبر الدفع النفاث لأجرام النظام الشمسي الصغيرة

- الاكتشاف · مخطط المدار ·  العناصر المدارية · المعلمات المادية

- (24661) 1988 GQ على موقع ويكي سكاي: DSS2, SDSS, GALEX, IRAS, Hydrogen α, X-Ray, Astrophoto, Sky Map, Articles and images